# El vuelo (libro)
El vuelo (Planeta, marzo de 1995) es el undécimo libro del periodista argentino Horacio Verbitsky, el primero de los suyos traducido a cuatro idiomas.

## Reseña
El vuelo es un libro de investigación, con entrevistas y documentos, que repasa hechos de la historia argentina perpetrados durante la dictadura autodenominada Proceso de Reorganización Nacional.
Verbitsky entrevistó a Adolfo Scilingo, el primer oficial militar del Proceso que admitió en público el terrorismo de Estado en la Argentina. La confesión sobre los llamados vuelos de la muerte reveló la complicidad de la Iglesia católica, el silencio de las autoridades de la Armada en concordancia con la especulación política del gobierno de la época.

## Repercusiones
Después de su publicación, Hollywood quiso hacer un film. El autor se negó a ceder los derechos si no había garantías de respeto a la tragedia argentina y a que el derecho de las víctimas no fuera supeditado a las necesidades de dramatización del guion.
La canción «Vuelos», del grupo de rock argentino Bersuit Vergarabat, está inspirada en el libro de Verbitsky. Así consta en el CD Libertinaje (1998). El tema fue escrito por el bajista de la banda, "Pepe" Céspedes, y su letra es un relato en primera persona de alguien que cae en un vuelo de la muerte.

"Vos me estás mirando y yo voy a caer colgado en tu sien..."
Bersuit Vergarabat, en 1998.

### Otra admisión
Antonio Pernías admitió los vuelos y torturas. Ante la Justicia, el exoficial de Inteligencia reconoció haber integrado el grupo de tareas de la ESMA, justificó las torturas como “interrogatorios reforzados” y se refirió a “los traslados” de detenidos. Reconoció que Rodolfo Walsh fue llevado a la ESMA, negó haber participado en el secuestro y la desaparición de las monjas francesas Alice Domon y Léonie Duquet y se refirió de manera indirecta a los vuelos de la muerte, al sostener que ni los oficiales ni los suboficiales decidían “los traslados” de detenidos. “Todo estaba decidido en esta guerra. Ningún oficial ni suboficial tenía que tomar decisiones sobre los traslados”, declaró, ya que se trataba de “una guerra cruel”.

## Traducciones
El libro fue reeditado varias veces, una de ellas tiene prólogo del ex camarista Gabriel Cavallo. Fue traducido al portugués, francés, inglés, italiano y alemán:
| Año  | Título                                                                                   | Editorial                 | Detalles/ISBN |
| ---- | ---------------------------------------------------------------------------------------- | ------------------------- | --- |
| 1995 | "O vôo. A história da Operação militar de extermínio que abalou a Argentina".            | Editora Globo (São Paulo) | En portugués, 179 pp. ISBN 8525013447 |
| 1995 | "El vuelo. La guerre sale en Argentina".                                                 | Dagorno (París)           | En francés, 224 pp. Con un capítulo extra acerca de "El Silencio". ISBN 2-910019-31-4                                                                    |
| 1996 | "The Flight. Confessions of an argentine dirty warrior".                                 | The New Press (New York)  | En inglés, 208 pp. prólogo de Juan Méndez, abogado de Human Rights Watch. ISBN 1-56584-009-7.                                                            |
| 1996 | "Il volo. Le rivelazioni di un militare pentito sulla fine dei desaparecidos".           | Feltrinelli (Milano)      | En italiano, Traductor: C. Tognonato, 152 pp. ISBN 9788807170195                                                                                         |
| 2001 | "Il volo. Le rivelazioni di un militare pentito sulla fine dei desaparecidos".           | Feltrinelli               | En italiano, 152 pp. ISBN 8807170191 (10) ISBN 9788807170195 (13)                                                                                        |
| 2005 | "The Flight. Confessions of an argentine dirty warrior".                                 | The New Press (New York)  | En inglés, prólogo Juan Méndez; con nuevo prefacio del juez Gabriel Cavallo y epílogo del autor. (215 pp). ISBN 156584985X (10) ISBN 978-1565849853 (13) |
| 2008 | "Il volo. Le rivelazioni di un militare pentito sulla fine dei desaparecidos".           | Fandango Tascabili (Roma) | En italiano, 205 pp. ISBN 8860440912 (10) ISBN 978-8860440914 (13)                                                                                       |
| 2016 | "Der Flug. Wie die argentinische Militärdiktatur ihre Gegner im Meer verschwinden ließ". | Mandelbaum Verlag (Wien)  | En alemán, 200 pp. ISBN 978385476-499-1 |

## Presentaciones
- En el Centro Cultural de la Memoria Haroldo Conti, coorganizado por la Biblioteca Nacional, participó con su libro El vuelo en la "Muestra 200 años, 200 libros".[5]